# Josia cercostis
Josia cercostis är en fjärilsart som beskrevs av Walker 1854. Josia cercostis ingår i släktet Josia och familjen tandspinnare. Inga underarter finns listade i Catalogue of Life.